# Geisterstimme
Die Geisterstimmen (auch „Feindeinsprüche“) waren eine Propagandatechnik, welche während des Zweiten Weltkriegs verwendet wurde.
Ausländische Sender wie Radio Moskau sendeten hierbei kurzzeitig und mit hoher Leistung auf Frequenzen deutscher Sender.
Die Mitarbeiter dieser Station blendeten sich mit Parolen wie „Mit Hitler gibt es keinen Frieden mehr!“ oder „Deutschland erwache! Hitler verrecke!“ in Sendungen des deutschen Rundfunks ein. Die harte und drohende Stimme erhielt den Spitznamen »Iwan der Schreckliche«.
Andere Sprecher nahmen direkt Bezug auf die vorgetragenen Nachrichten und versuchten, die darin enthaltenen Lügen und Widersprüche aufzudecken. Da diese Kommentare notwendigerweise live gesprochen wurden, durften in der Sowjetunion als Sprecher für Geisterstimmen nur als linientreu und zuverlässig geltende deutsche Exil-Kommunisten auftreten, etwa Anton Ackermann oder Paul Wandel.
Im Gegensatz zu Feindsendern auf anderen Frequenzen konnten gegen die Technik der Geisterstimme keine Störsender verwendet werden, da diese die Frequenz auch für den eigenen Sender unbrauchbar machten.
Aus Geheimberichten deutscher politischer Stellen ist zu entnehmen, dass die Geisterstimmen, die vor allem im Norden und Osten Deutschland gut zu verstehen waren, in der Bevölkerung durchaus thematisiert wurden. Man verglich sie mit den offiziellen Zeitungsmeldungen und nahm Widersprüche oder Lücken in der deutschen Propaganda durchaus wahr. Allerdings sollten die Geisterstimmen weniger inhaltliche Argumente liefern (was bei der Kürze der Sprüche auch kaum möglich war), sondern vielmehr auf psychologischer Ebene Angst unter der Bevölkerung verbreiten; diese sollte glauben, die Rote Armee stünde schon so nahe und sei technisch so überlegen, dass sie die deutschen Rundfunksender stören könne.

## Belege
1. ↑  M. Hensle: „Rundfunkverbrechen“ vor nationalsozialistischen Sondergerichten. Dissertation, TU Berlin (2001), opus4.kobv.de (PDF) abgerufen am 4. September 2015.
2. 1 2  A. Scheer: Zwischen Hölle und Freiheit – Rundfunk im Zweiten Weltkrieg. andre-scheer.de (Memento des Originals vom 7. Oktober 2015 im Internet Archive)  Info: Der Archivlink wurde automatisch eingesetzt und noch nicht geprüft. Bitte prüfe Original- und Archivlink gemäß Anleitung und entferne dann diesen Hinweis.  abgerufen am 4. September 2015.
3. ↑  Willi A. Boelcke: Die Macht des Radios. Frankfurt/M. 1977, S. 446.